# Falangistpartiet (Libanon)
För det spanska partiet, se Falangistpartiet.
Katai'b, Kataeb (arabiska: الكتائب اللبنانية), mest känt som Falangistpartiet, är ett libanesiskt fascistiskt parti som grundades av Pierre Gemayel 1936. Det var ursprungligen en maronitisk ungdomsrörelse som fick sitt namn från det spanska fascistiska partiet med samma namn. Partiet stöds främst av kristna maroniter.

## Historia
1936 var Libanon ett franskt NF-mandat och mellan president Emil Eddé och den franska vänsterregeringen kom man överens om att Frankrike skulle erkänna Libanons självständighet i utbyte mot ett militärt samarbetsavtal och att Frankrike skulle ha vissa ekonomiska och politiska privilegier visavi Libanon. Fördraget godkändes av det libanesiska parlamentet men särskilt den muslimska opinionen protesterade mot de fördelar som Frankrike skulle åtnjuta. En grupp som då framträdde var en maronitisk paramilitär grupp, Kataeb, som försvarade fördraget. Gruppen hade bildats av Pierre Gemayel.
Gemayel hade besökt Berlin i samband med sommar-OS 1936 och imponerats av hur ungdomsrörelserna var organiserade. I slutet av 1936 började hans falangister öva marschering och hälsningar i östra Beirut, den del av staden som dominerades av kristna maroniter. Namnet, på franska Les Phalanges libanaises, tog han från det spanska Falangistpartiet. Rörelsen ombildades med tiden till ett politiskt parti som hade sin politiska bas bland maroniterna i östra Beirut. Falangisterna var motståndare till den uppdelning i etniska och religiösa grupper som hade institutionaliserats i den libanesiska grundlagen, men hade svårt att få anhängare utanför maroniterna.
Under inbördeskriget 1958 stödde falangisterna president Camille Chamoun och i oktober 1958 blev Gemayel regeringsmedlem.
På 1970-talet skapade falangisterna en militär gren, falangistmilisen, som från 1976 leddes av Bashir Gemayel, Pierre Gemayels son. Falangistmilisen deltog i inbördeskriget och i andra konflikter i Libanon. Israel försåg falangistmilisen och andra kristna grupper med vapen under inbördeskriget. Bland annat utförde falangisterna under ledning av Bashir Gemayel tillsammans med andra grupper en massaker på ungefär 2 000 palestinier i flyktinglägret Tel al-Zaatar.
Bashir Gemayel valdes till Libanons president av nationalförsamlingen 1982, men han mördades innan han hann tillträda posten. Istället blev hans bror, Amin Gemayel, Libanons president från 1982 till 1988. Amin Gemayel var mer konsensusinriktad än sin bror. Prosyriska och antisyriska fraktioner har kämpat om makten i Falangistpartiet efter att Pierre Gemayel avled 1984. Falangistmilisen upplöstes efter inbördeskriget. 
Pierre Amine Gemayel, Amin Gemayels son, var minister för Falangistpartiet men mördades den 21 november 2006.

### Fotnoter
1. ↑  Cobban (1985), s. 66
2. ↑  Cobban (1985), s. 67-68
3. ↑  Cobban (1985), s. 92
4. ↑  Ahron Bregman och Jihan El-Tahri (1998). The Fifty Years War. Israel and the Arabs. London: BBC Books. sid. 158-160. ISBN 0-14-026827-8
5. ↑  Cobban (1985), s. 142